# Dobrostany
Dobrostany (ukrainisch Добростани; russisch Добростаны, polnisch Dobrostany) ist ein Dorf in der ukrainischen Oblast Lwiw mit etwa 1200 Einwohnern.

## Geographie
Dobrostany liegt etwa 9 km nördlich von Horodok und 20 km südöstlich von Jaworiw.
Im Ort aufgegangen ist heute das ehemalige Dorf Weissenberg, welches südlich des eigentlichen Ortes liegt. Auch die Ortslagen Заставля Sastawlja und Гірскі Hirski gehören heute zu Dobrostany.
Am 12. Juni 2020 wurde das Dorf ein Teil neu gegründeten Stadtgemeinde Nowojaworiwsk im Rajon Jaworiw; bis dahin bildete es zusammen mit den Dörfern Katschmari (Качмарі), Kertyniw (Кертинів) und Wolja-Dobrostanska (Воля-Добростанська) die Landratsgemeinde Dobrostany (Добростанівська сільська рада/Dobrostaniwska silska rada).

## Geschichte der Kolonie Weissenberg

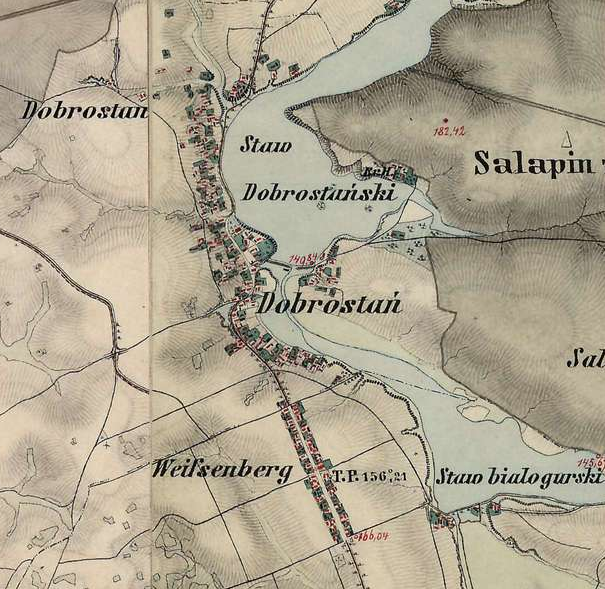
Dobrostań und Weissenberg 1860 auf der Franziszeischen Landesaufnahme um die Mitte des 19. Jahrhunderts

Das Dorf Weissenberg ist um das Jahr 1784 auf den dortigen Meierhofsgründen und den von Kamjanobrid abgetrennten Dominikalgründen als Kolonie angelegt worden. Die Siedler waren deutschsprachig und kamen aus unterschiedlichen Territorien des (alten) Deutschen Reiches. Aus den Aufzeichnungen von 1789 geht hervor, dass 42 Kolonisten angesiedelt wurden und die Gesamtfläche der Kolonie 797 Joch betrug. Die Häuser zogen  sich längs der Straße hin. In der Mitte des Straßendorfes stand die Schule. Gleich neben der Schule, nur durch einen Feldweg getrennt, ragte die römisch-katholische Kirche St. Vendelin, erbaut 1807, mit ihrem Glockenturm über die Häuser hervor.
Die Nachfahren der Kolonisten ließen sich aufgrund des Deutsch-Sowjetischen Grenz- und Freundschaftsvertrages im Jahr 1939/40 freiwillig in den sogenannten Warthegau bzw. ins sogenannte Altreich umsiedeln. In der Bundesrepublik Deutschland hatten die Umsiedler Flüchtlingsstatus.
Heute ist Weissenberg, das während der Zugehörigkeit der West-Ukraine zum polnischen Staatsgebiet Białogóra und ukrainisch Біла Гора (Bila Hora) hieß, ein ukrainisches Dorf.

## Namensgebung der deutschen Kolonie Weissenberg
Der Name der Kolonie Weissenberg, dürfte zur Erinnerung an den im Pfälzer Wald, südlich von Kaiserslautern, liegenden Ort Weissenberg übernommen worden sein.

### Zahl der Einwohner und Häuser der deutschen Kolonie Weissenberg
| Jahr | Personen                                                   |
| 1786 | 173                                                        |
| 1811 | 230                                                        |
| 1928 | 100, bedingt durch Auswanderung in die USA und nach Kanada |
| 1934 | 163                                                        |
| 1939 | 163                                                        |

### Für das Jahr 1869 sollen hier exemplarisch einige Daten genannt werden
| Ort                   | Häuser | Familien | Einwohner |  | männlich |  | weiblich |
| Weissenberg           | 46     | 72       | 359       |  | 190      |  | 169      |
| Dobrostany            | 168    | 205      | 1023      |  | 512      |  | 511      |
| Dobrostany-Gutsgebiet | 7      | 8        | 42        |  | 27       |  | 15       |

Die meisten Orte bestanden aber nicht nur aus den sogenannten Kolonien der Siedler, sondern beheimateten außerdem noch Polen, Ruthenen und gegebenenfalls auch Juden, so dass sich die Gesamteinwohnerzahl der Orte auf wesentlich mehr Personen belief.

## Römisch-katholische Kirche zu Weissenberg
In den ersten Jahren nach der Ansiedlung  wurde Weissenberg kirchlich vom römisch-katholischen Pfarramt in der Kreisstadt Grodek-Jagiellonski betreut. Um 1810 wurde Weissenberg selbständige Kirchengemeinde, der sich Ottenhausen als Filialkirche anschloss.